# Nadia Hasnaoui
Pour les articles homonymes, voir Hasnaoui.
Nadia Hasnaoui, née le 10 juin 1963, est une animatrice de télévision et productrice de cinéma norvégienne.

## Biographie
Nadia est née de mère norvégienne et de père marocain et a grandi au Maroc jusqu'à l'âge de 4 ans. Son grand-père maternel était le prix Nobel Ragnar Frisch.
En 1991, elle se marie avec l'acteur norvégien Kim Haugen.
De 1993 à 2004, elle présente sur la chaîne norvégienne TV2 les émissions God morgen, Norge et Jakten på det gode liv. En 2003, elle présente sa propre émission, Hasnaoui.
En 2004, elle rejoint la Société norvégienne de radiodiffusion pour y présenter l'émission Kvitt eller dobbelt.
En 2004, elle présente le 2e Concours Eurovision de la chanson junior à Lillehammer, et, en 2010, elle présente le 55e Concours Eurovision de la chanson à Oslo,.